# Edwin Lord Weeks

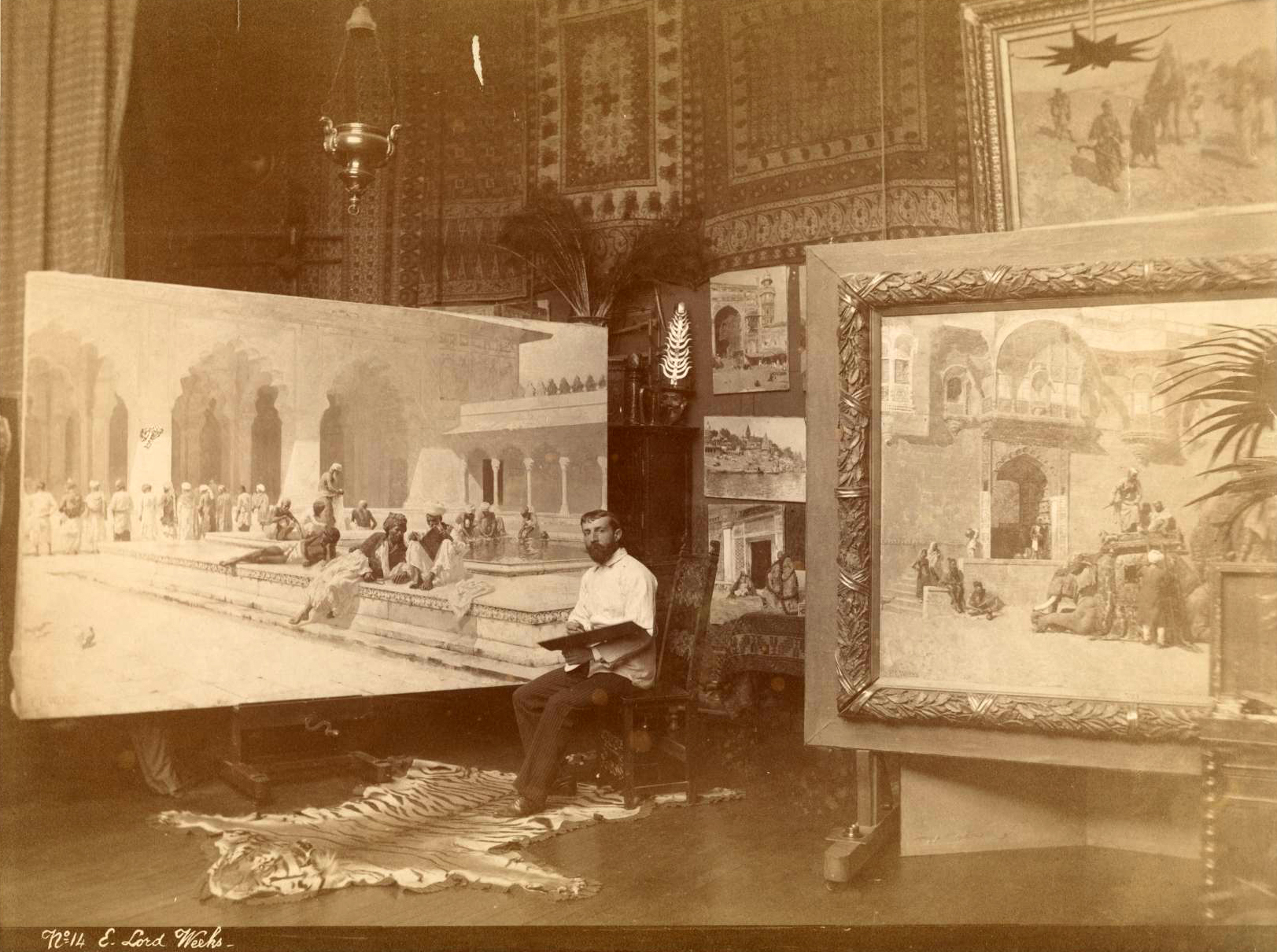
Edwin Lord Weeks.

Edwin Lord Weeks (1849 - 1903) fue un ilustrador y pintor estadounidense nacido en Boston, Massachusetts (Estados Unidos).
Fue alumno de Léon Bonnat y de Jean-Léon Gérôme en París. Gracias a los numerosos viajes que realizó al continente asiático, llegó a ser un distinguido pintor de escenas orientales. En 1895 escribió e ilustró un libro de viajes bajo el título "From the Black Sea through Persia and India" (literalmente, Desde el Mar Negro a través de Persia y la India), y dos años más tarde publicó "Episodes of Mountaineering" (literalmente, Episodios de Montañismo). Fue caballero de la Legión de Honor de Francia, oficial de la Orden de San Miguel de Baviera, y miembro de la Secesión. Murió en noviembre de 1903.

## Galería de imágenes

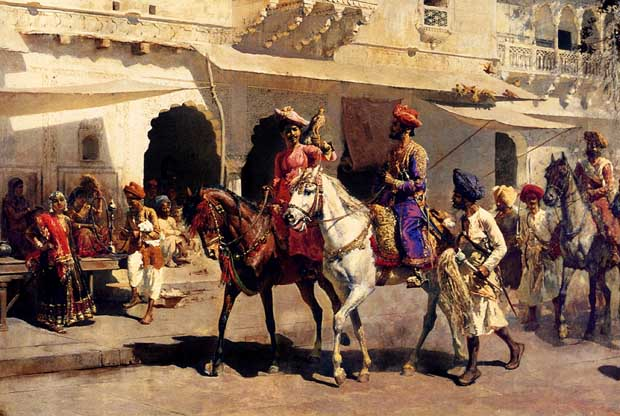
A Maratha, leaving for hunting from Gwalior Fort
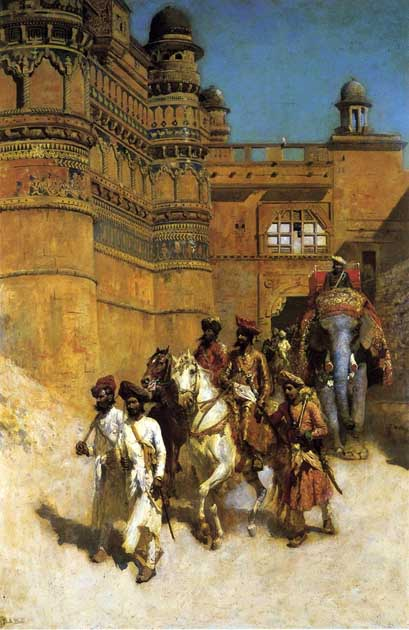
Maratha king of Gwalior at his palace
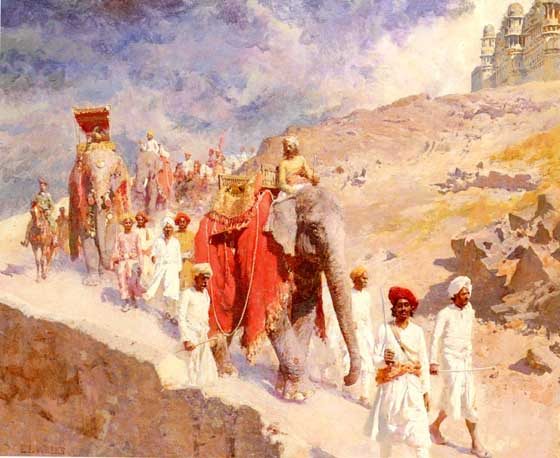
A Maratha hunting party
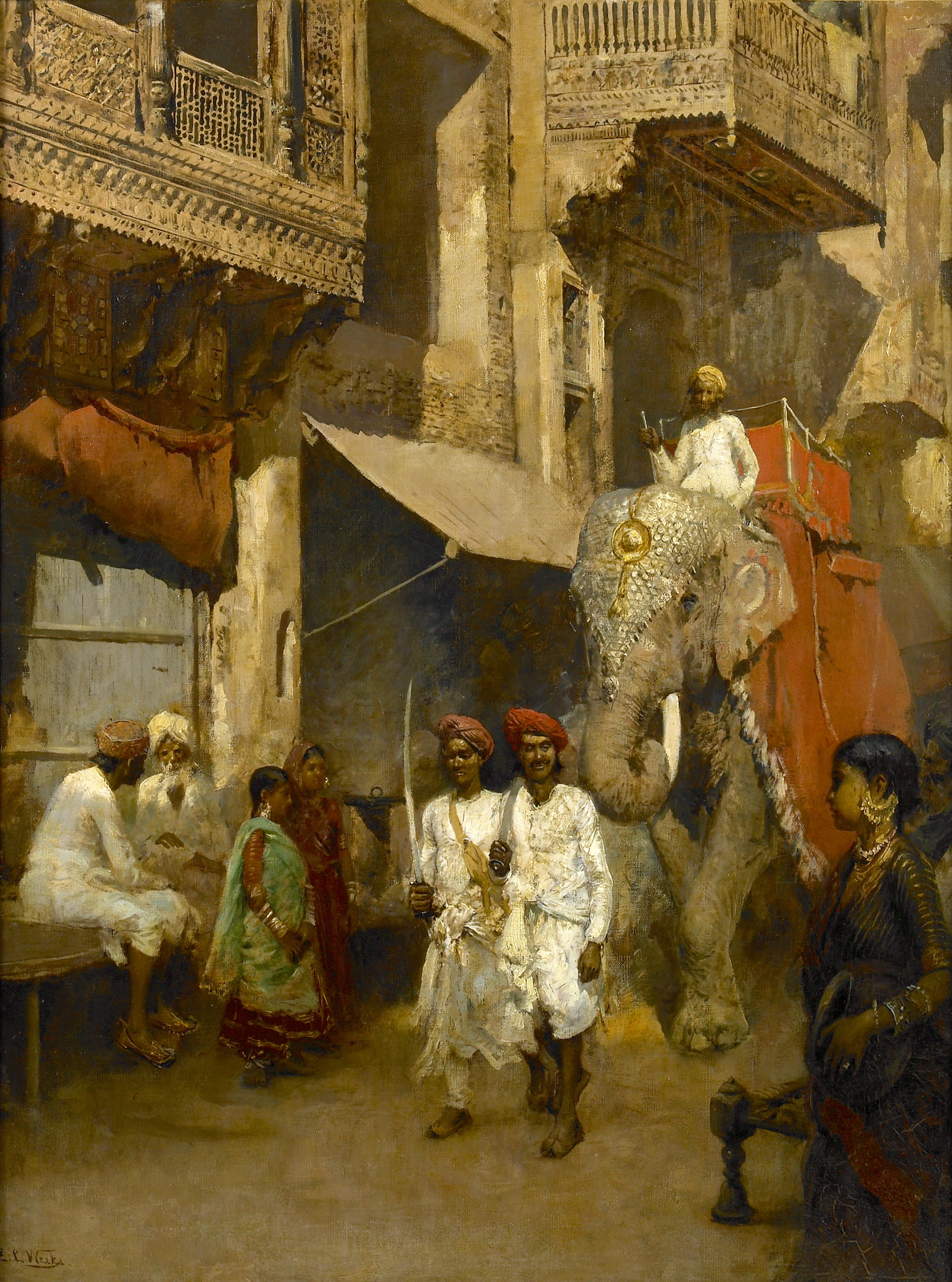
Promenade on a Maratha street
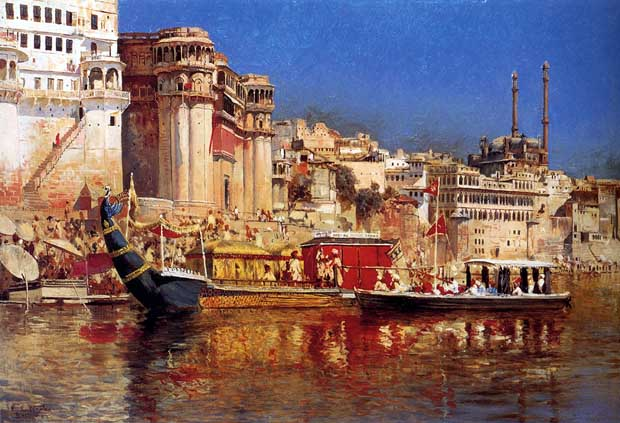
Barge of the Maharaja Of Benares, 1883
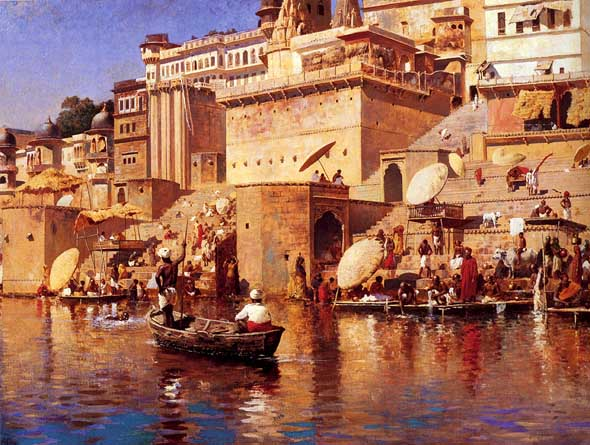
On The River Benares, 1883
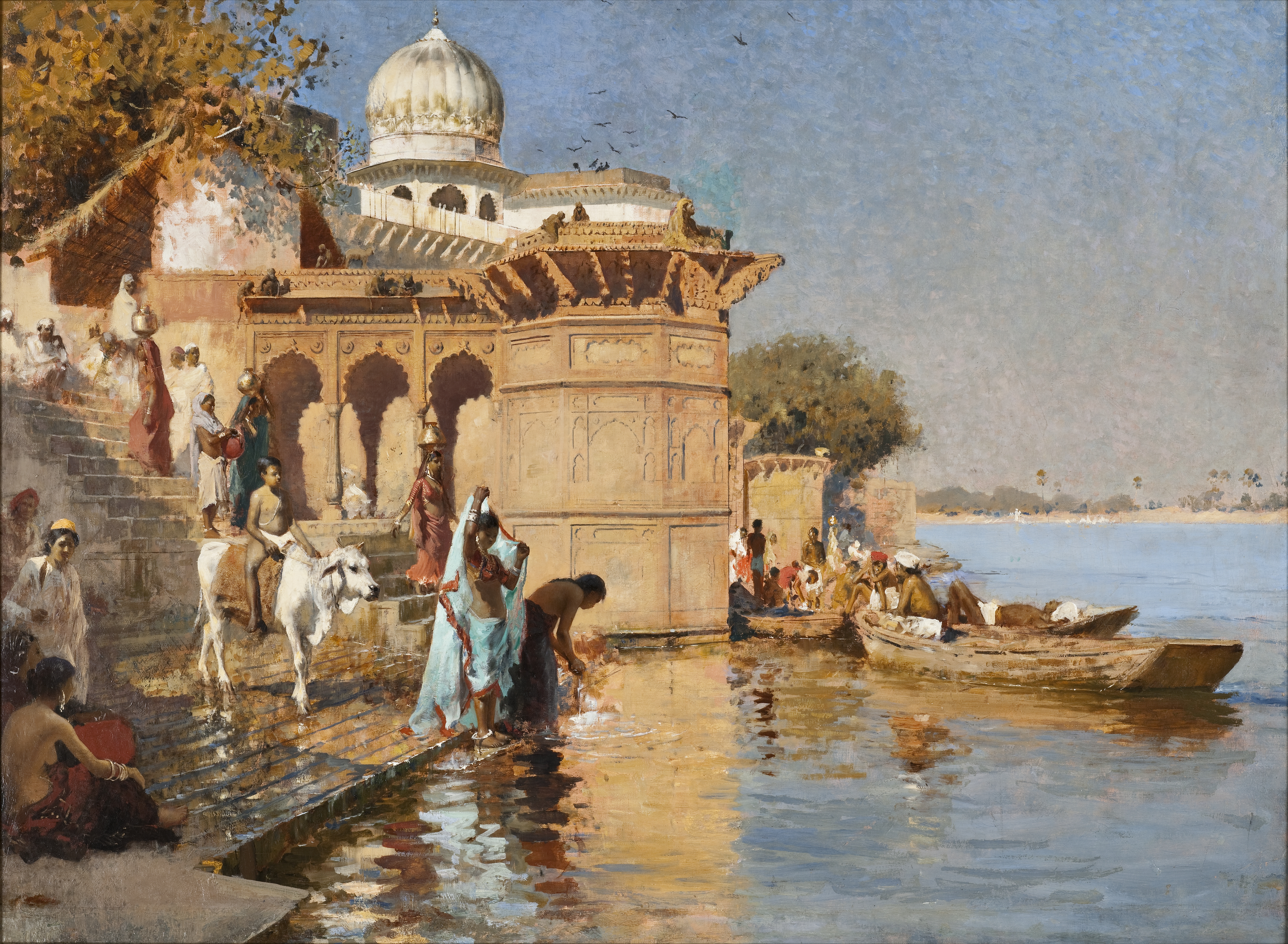
Along the Ghats of Mathura., 1883
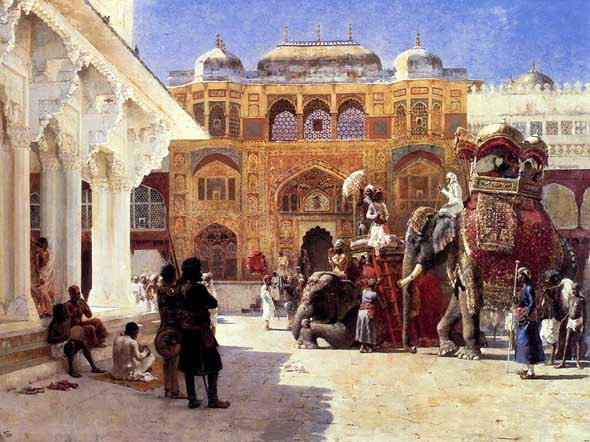
The Maharajah at the Amer Fort, 1888
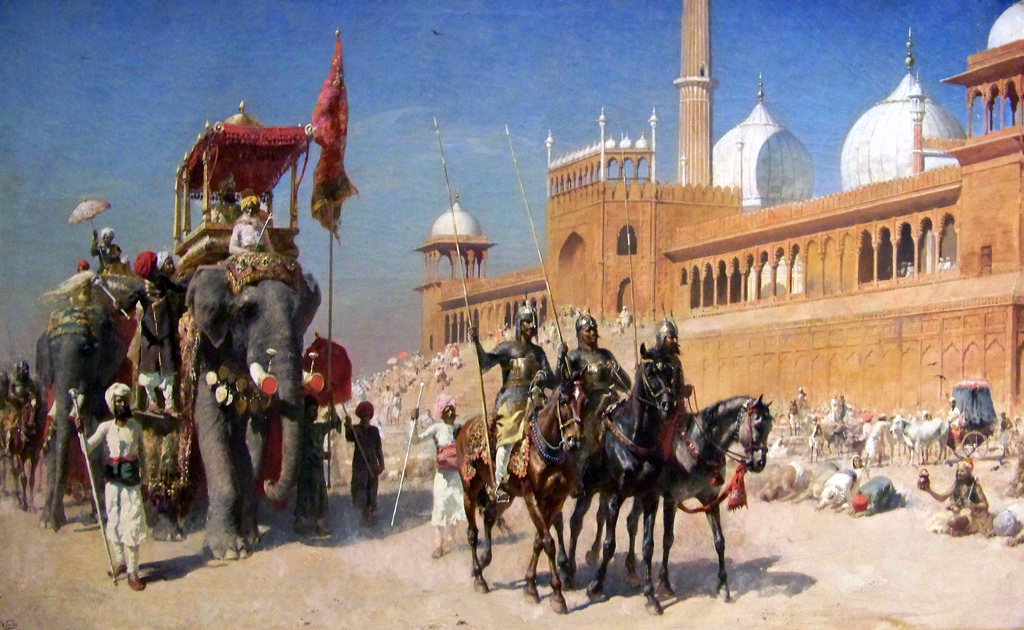
A Mughal And His Court Returning From The Great Mosque At Delhi India
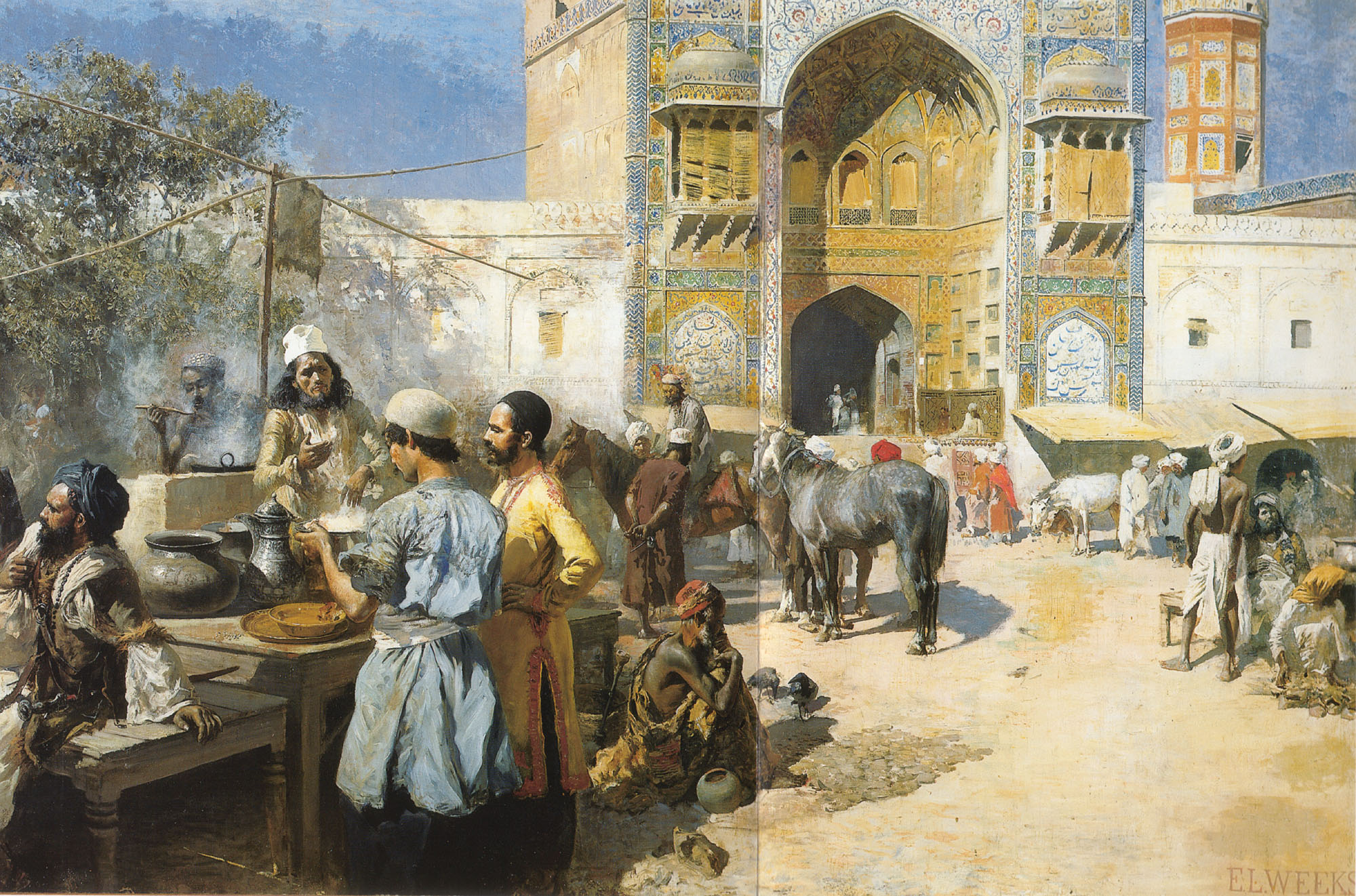
An Open-Air Restaurant near Wazir Khan Mosque, Lahore
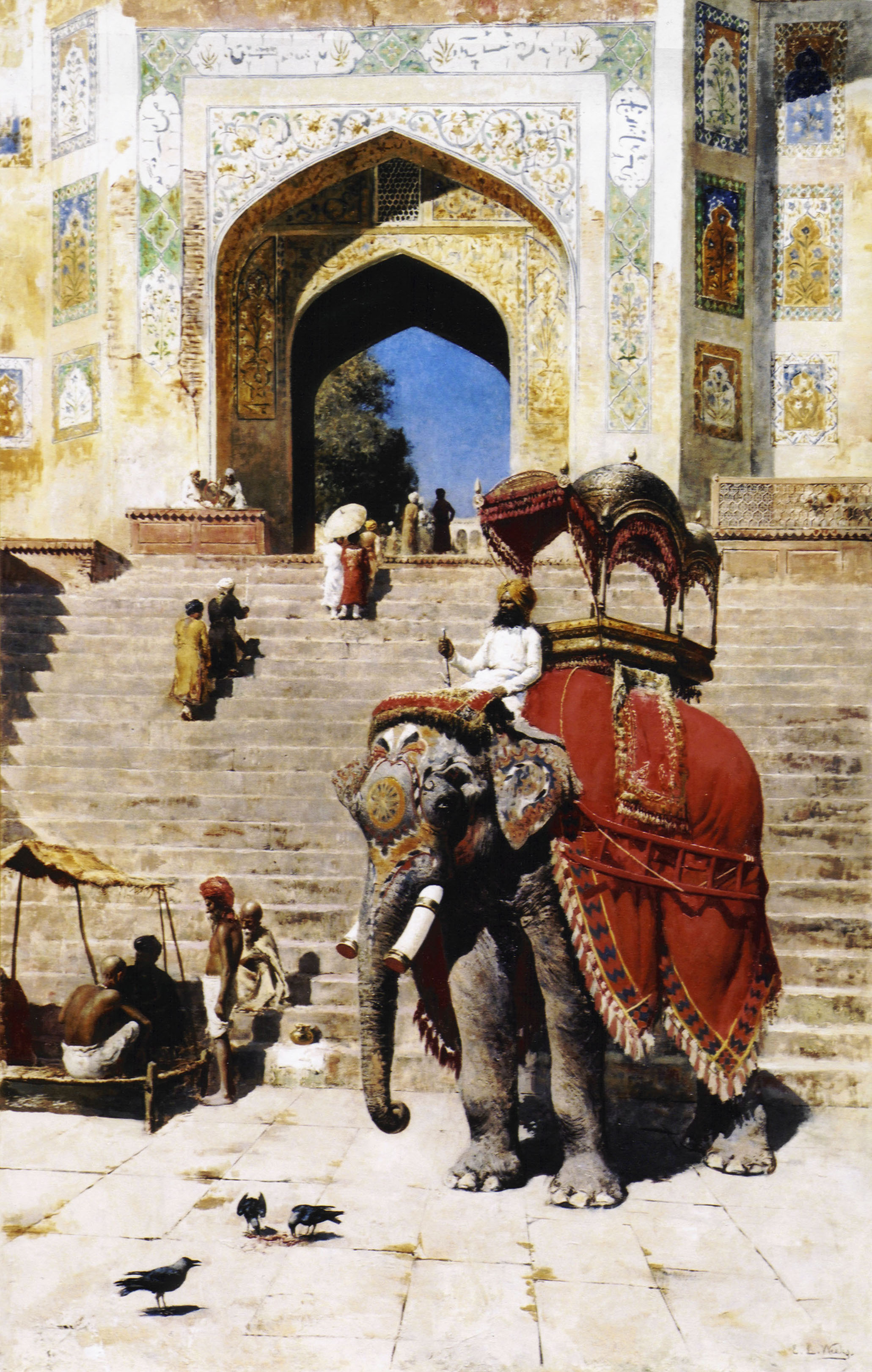
Royal Elephant at the Gateway to the Jama Masjid, Mathura
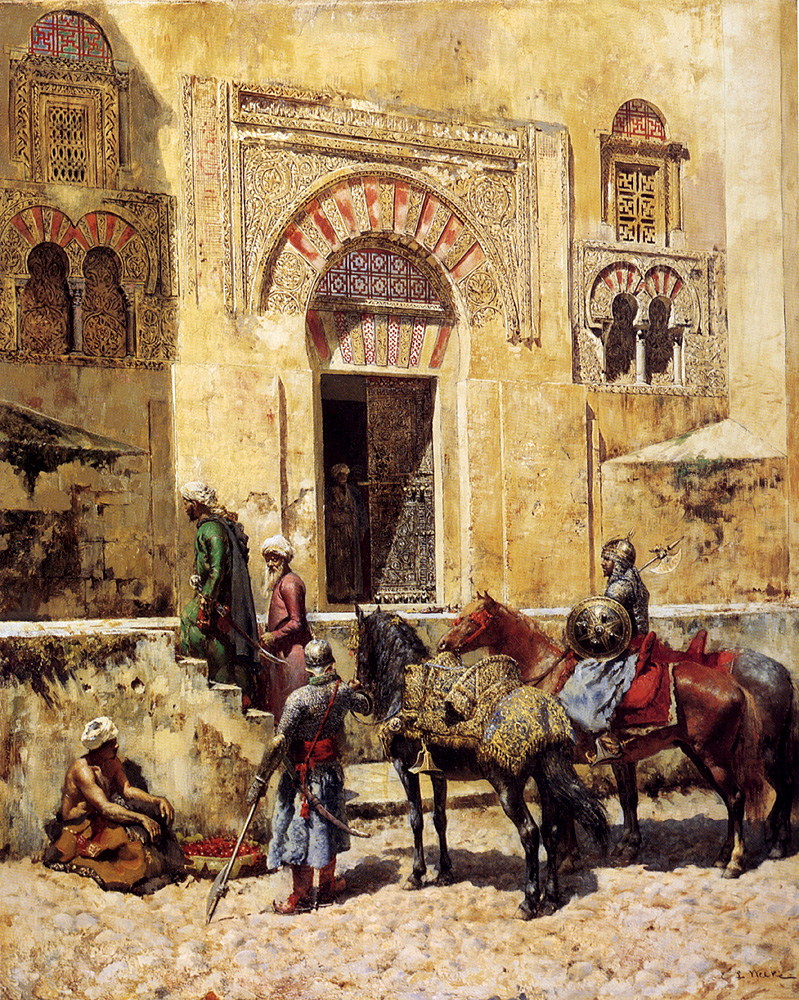
Entering the Mosque, 1885
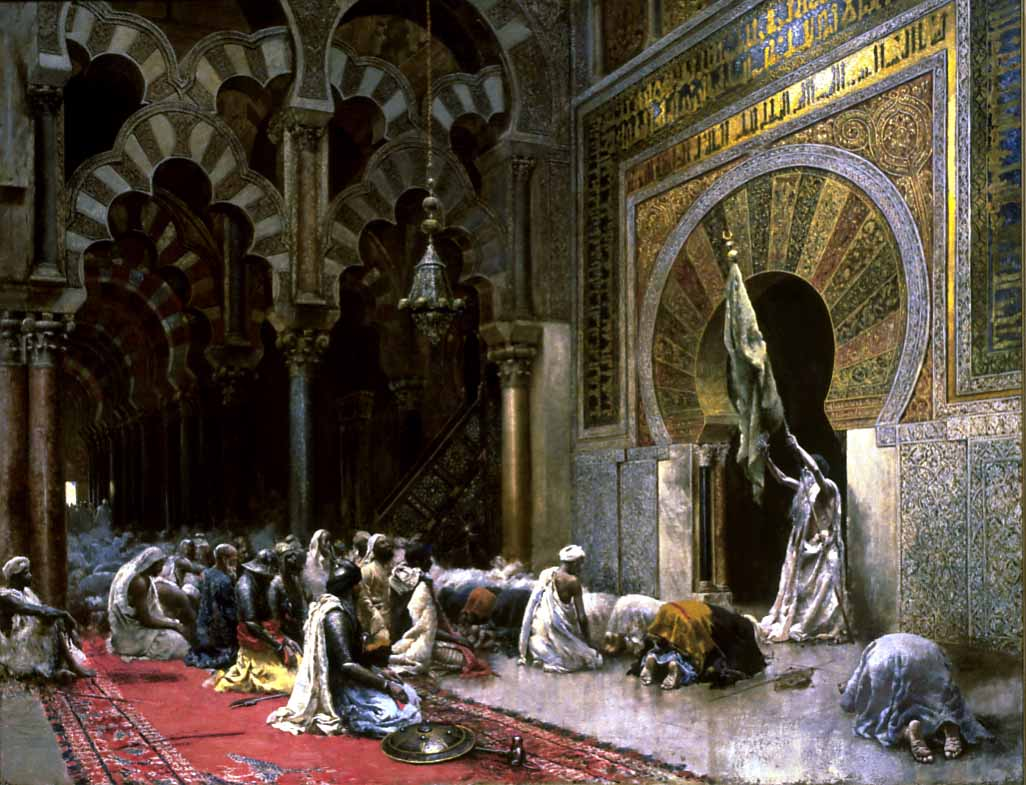
Interior of a Mosque at Cordova (circa 1880), The Walters Art Museum
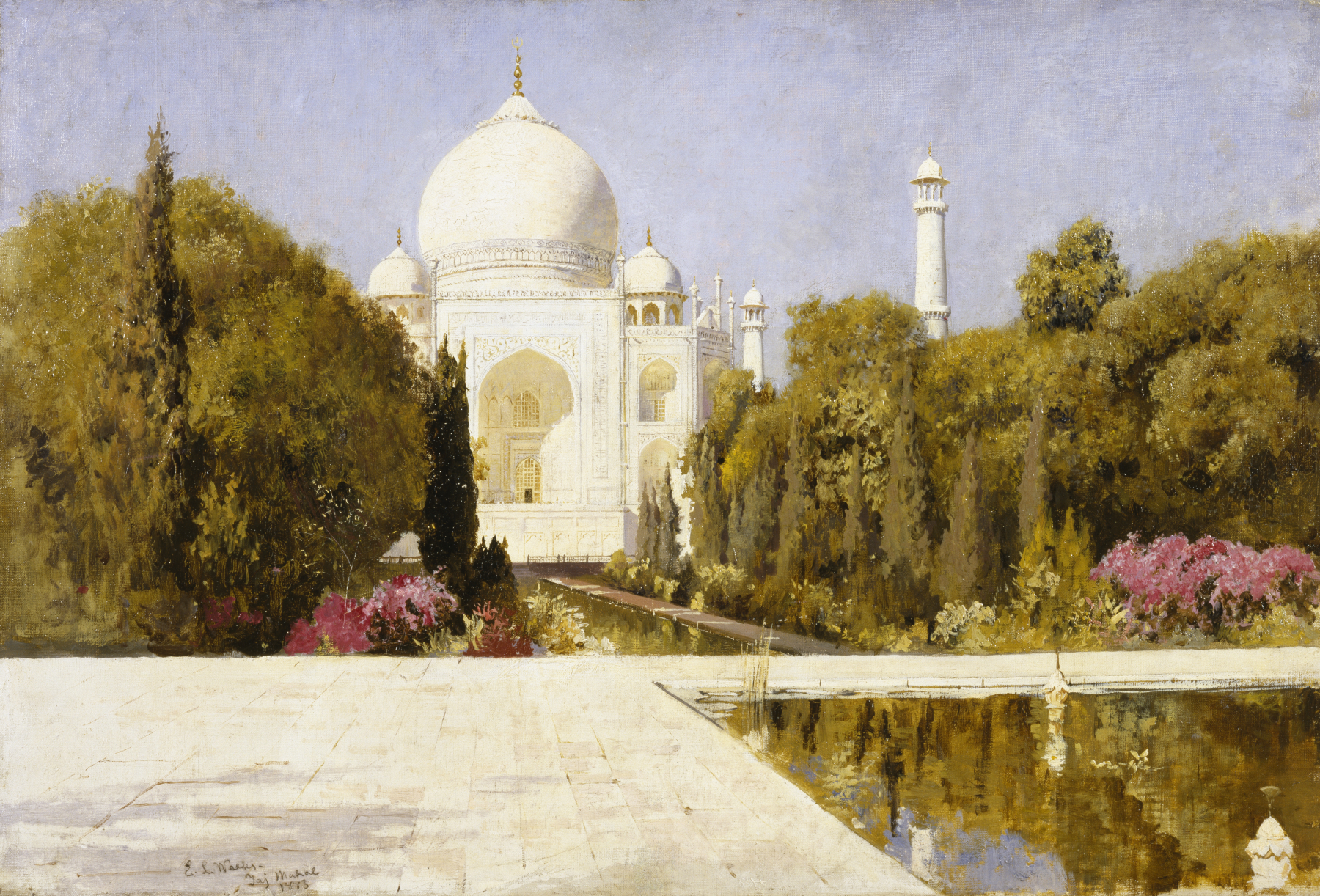
The Taj Mahal, 1883, The Walters Art Museum
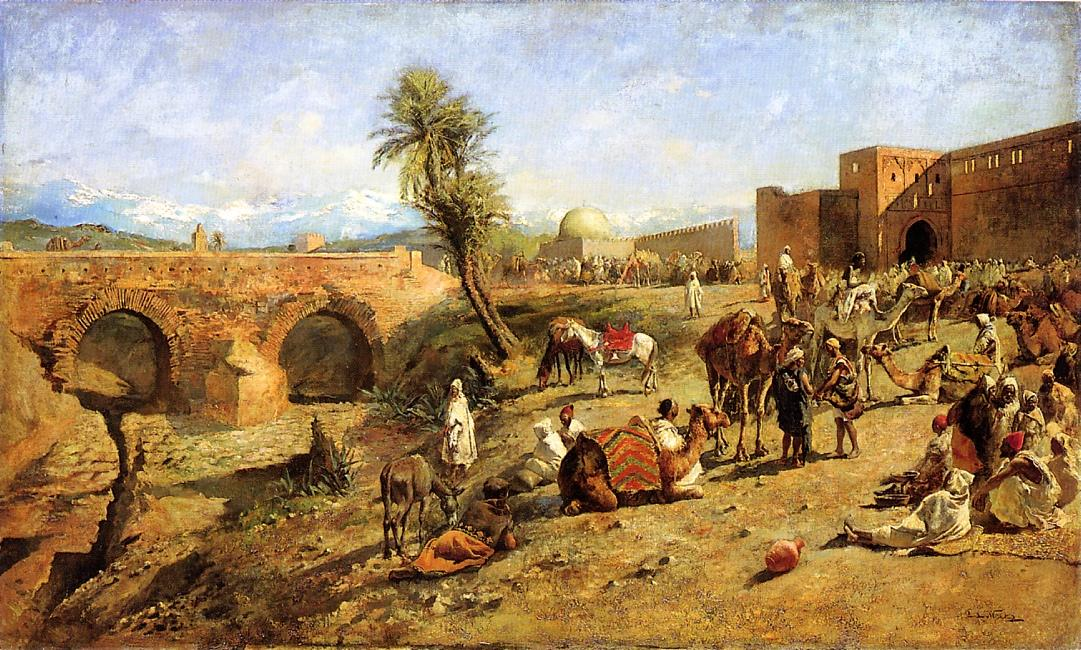
Arrival of a Caravan Outside the City of Morocco